# Overbraker Binnenpolder

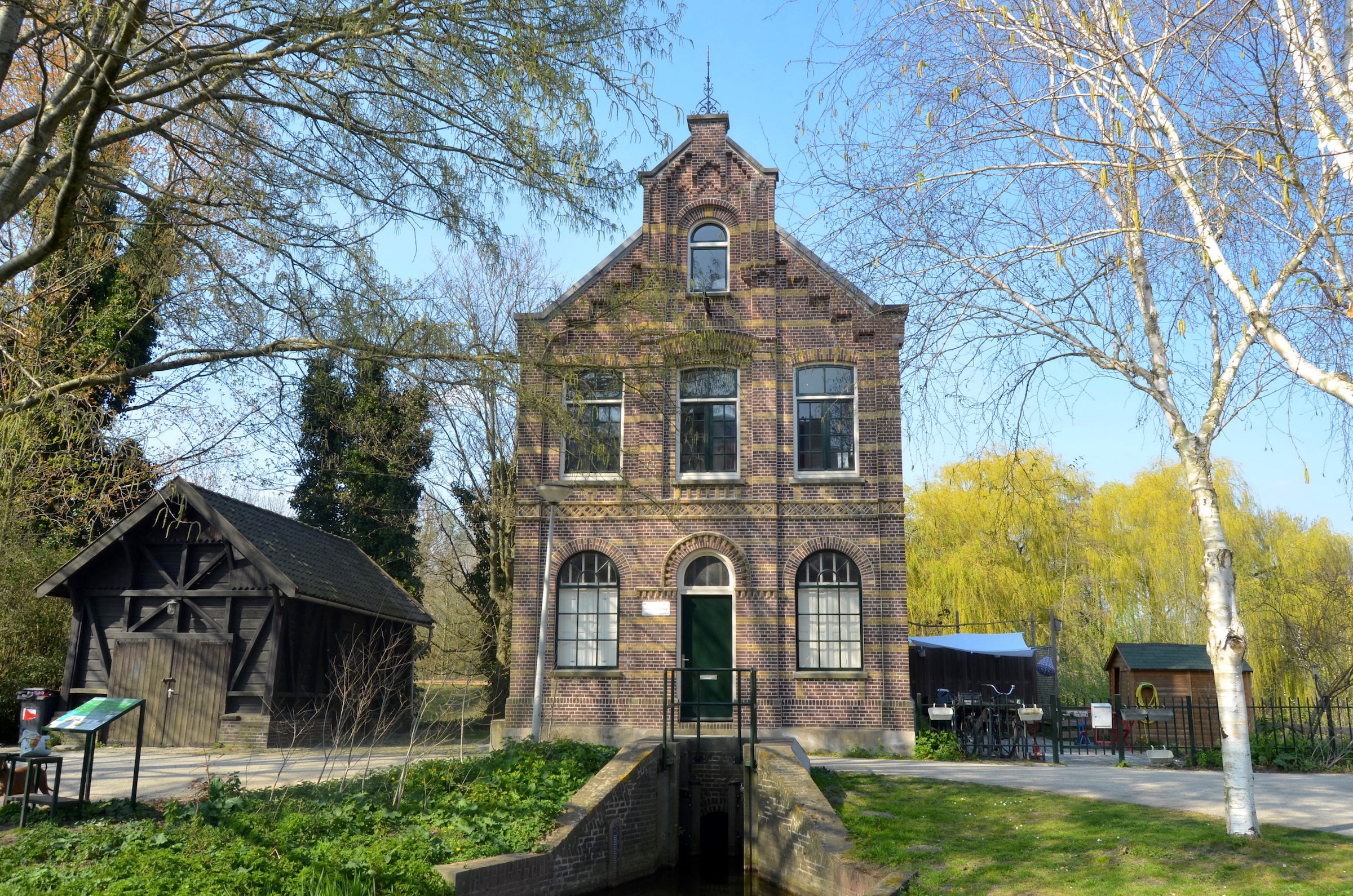
Het gemaal van de Overbrakerpolder aan de Haarlemmervaart.

De Overbraker Binnenpolder is een (voormalige) polder in het Amsterdamse stadsdeel West. Het gebied ten zuidwesten van de Spaarndammerdijk tot aan de Sloterweg werd op 17e-eeuwse kaarten aangeduid als Slooterpolder. Na de aanleg van de Haarlemmervaart in 1632 werd het land ten zuiden er van aangeduid als Sloter Binnenpolder, ten noorden daarvan als Overbraker Binnenpolder.
De polder had vanaf 1646 een eigen poldermolen langs de Haarlemmervaart, die in 1884 werd afgebroken en daarna door een stoomgemaal is vervangen. Dit Gemaal van de Overbraker Binnenpolder (Gemaal Haarlemmerweg) bestaat nog steeds (als elektrisch gemaal) en bemaalt het overgebleven deel van de polder.
De Westergasfabriek werd gebouwd in 1883. De Molen van de Overbraker Binnenpolder stond langs de Haarlemmervaart tegenover de huidige Van Limburg Stirumstraat aan de oostkant van het terrein van de gasfabriek.
Met de bouw van de gasfabriek werd de Haarlemmervaart tussen het huidige Nassauplein en de huidige Van Slingelandtstraat op stadsboezempeil gebracht. Aan de westkant van het gasfabriekterrein kwam een schutsluis. Even ten westen daarvan werd in 1883 het nieuwe gemaal gebouwd voor de Overbraker Binnenpolder, ter vervanging van de toen afgebroken poldermolen, zodat deze polder kon blijven afwateren op de op Rijnland afwaterende Haarlemmertrekvaart.
In de Overbraker Binnenpolder liggen de tuinparken 'Nut en Genoegen' en 'Sloterdijkermeer', en de resterende dorpskern van het voormalige dorp Sloterdijk, met de Petruskerk.

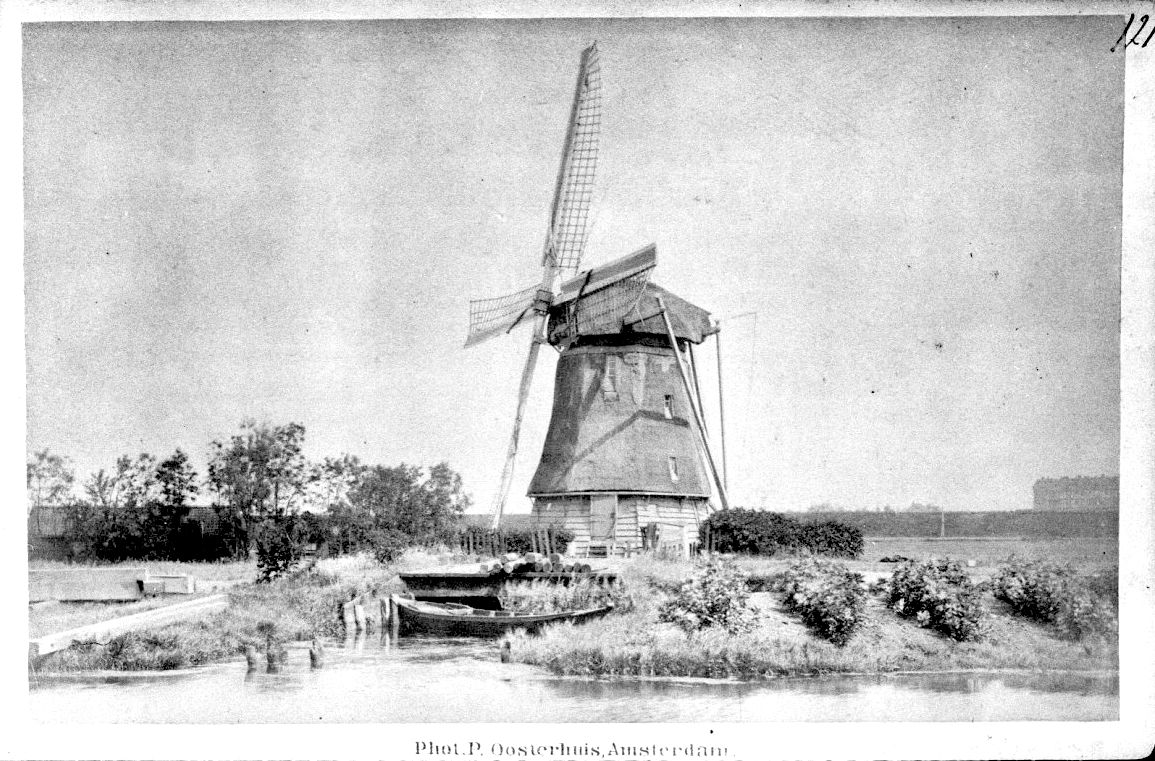
De molen van de Overbraker Binnenpolder.
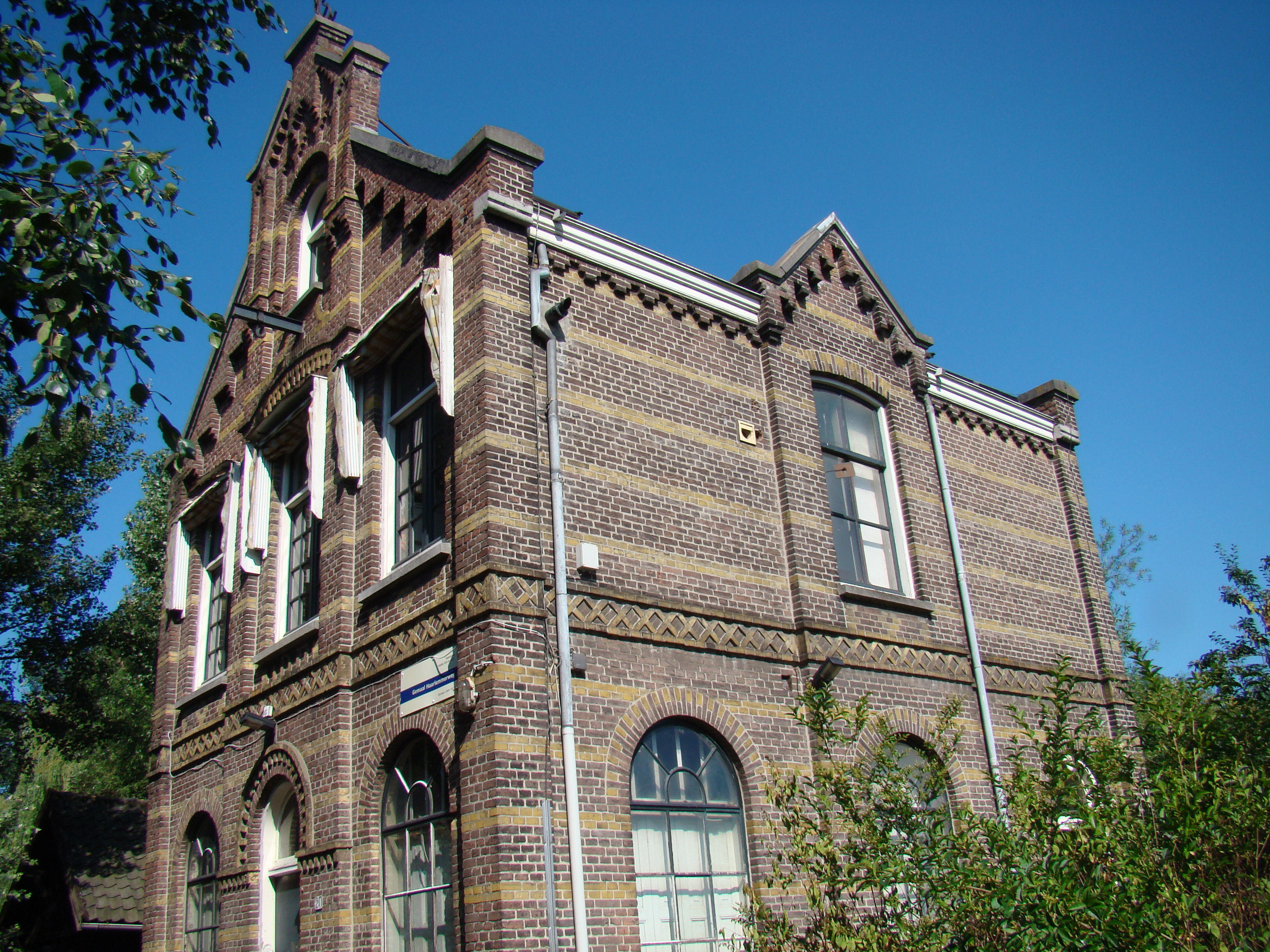
Het gemaal van de Overbraker Binnenpolder.